# Minori (công ty)
minori (みのり Minori) là một hãng visual novel Nhật Bản. Trước đây minori là hãng phần mềm con thuộc quản lí của CoMixWave cho tới tháng 4 năm 2017 thì minori tách riêng thành hãng độc lập. Sản phẩm thành công nhất của minori là Ef: A Fairy Tale of the Two., khi có một bản chuyển thể truyện tranh manga và hai bản chuyển thể hoạt hình anime. Minori sử dụng Musica làm phần mềm phát triển chính của hãng. Một số phim mở đầu của trò chơi được sản xuất bởi Shinkai Makoto.
Ngày 28 tháng 2 năm 2019, công ty Minori thông báo ngừng hoạt động.

## Tổng quan
Tên của công ty, Minori, xuất phát từ châm ngôn của hãng là "We always keep minority spirit" (Chúng tôi luôn giữ tinh thần thiểu số).
Tác phẩm được sản xuất bởi minori kết hợp các phương pháp như "minh hoạ" và "tiểu thuyết tương tác", và các sản phẩm sử dụng các phương pháp thị giác này được đánh giá cao, đặc biệt là công nghệ nhép môi xuất hiện trong các sản phẩm của minori từ Eden*, phát hành năm 2009.
Minori được biết đến là hãng phần mềm tiên phong trong việc phản đối dịch thuật trò chơi trái phép và có một số động thái tranh cãi với các nhóm dịch thuật không chính thức là No Name Losers và TLWiki liên quan tới trò chơi Rapelay của hãng Illusion Soft. Vì lí do trên, ngày 23 tháng 6 năm 2009, trang chủ chính thức của minori khoá truy cập đối với người ở ngoài Nhật Bản với phát ngôn "Chúng tôi muốn bảo tồn nét văn hoá của chúng tôi nên chúng tôi cắt đứt truy cập từ nước ngoài." và "Nếu hình ảnh của các sản phẩm của chúng tôi đăng tải ở các trang nước ngoài, thì đó bị xem là tội phạm trong nước."
Năm 2010, minori, MangaGamer, và No Name Losers thông báo hợp tác sản xuất phiên bản tiếng Anh cho các trò chơi đã có trên thị trường.

## Lịch sử phát hành
- 31 tháng 8 năm 2001: Bittersweet Fools
- 19 tháng 4 năm 2002: Wind: A Breath of Heart
  - 27 tháng 12 năm 2002: Soyokaze no Okurimono: Wind Pleasurable Box (fan disc)
- 23 tháng 7 năm 2004: Haru no Ashioto
  - 31 tháng 3 năm 2006: Sakura no Sakukoro: Haru no Ashioto Pleasurable Box (fan disc)
- 25 tháng 3 năm 2005: Angel Type
- Ef: A Fairy Tale of the Two.
  - 22 tháng 12 năm 2006: Ef: The First Tale.
  - 30 tháng 5 năm 2008: Ef: The Latter Tale.
  - 17 tháng 9 năm 2010: Tenshi no Nichiyōbi (fan disc)
- 18 tháng 9 năm 2009: Eden*
- 29 tháng 12 năm 2011: Supipara Nice to Meet You!
- 21 tháng 12 năm 2012: Natsuzora no Perseus
- 31 tháng 1 năm 2014: 12 no Tsuki no Eve
- 27 tháng 2 năm 2015: Soreyori no Prologue
- 26 tháng 2 năm 2016: Tsumi no Hikari Rendezvous
- 31 tháng 3 năm 2017: Trinoline
  - 26 tháng 1 năm 2018: Trinoline: Genesis (fan disc)
- 2018: Sono Hi no Kemono ni wa,